# Let Us Prey (album Electric Wizard)
Let Us Prey to czwarty album doom metalowego zespołu Electric Wizard. Wydany został przez Rise Above Records w 2002 roku i jest ich ostatnią płytą w klasycznym składzie. 
Let Us Prey jest muzyczną kontynuacją bardziej „szorstkiego” doom metalu, który zapoczątkowali na poprzednim albumie, Dopethrone. W niektórych piosenkach zespół stara się eksperymentować z dźwiękiem i używać coraz więcej nakładanych na siebie warstw gitar. Jest też o wiele krótszy (43 minuty) od poprzednich albumów Electric Wizard i nie posiada wydrukowanych tekstów piosenek, co czyni je trudniejszymi do rozszyfrowania.
Edycja winylowa została wydana przez The Music Cartel na pojedynczym LP. Rise Above wydał później reedycję na 2LP razem z dodatkowym utworem, „Mother of Serpents”. Utwór ten pojawia się też w wersji japońskiej albumu, tak samo też na reedycjach CD wytwórni Rise Above i Candlelight Records.

## Lista utworów
1. „...A Chosen Few” – 6:35
2. „We, the Undead” – 4:29
3. „Master of Alchemy” – 9:23
I. „House of Whipcord"
II. „The Black Drug"
4. „The Outsider” – 9:18
5. „Night of the Shape” – 4:02
6. „Priestess of Mars” – 10:02
7. „Mother of Serpents” – 5:08 (dodatkowy utwór na wersji japońskiej i innych reedycjach)

## Muzycy
- Jus Oborn – gitara, śpiew
- Tim Bagshaw – gitara basowa
- Mark Greening – perkusja, pianino
- Paul Sax – wiolonczela na „Night of the Shape"
- Stephen O’Malley – okładka
- Teksty – Jus Oborn
- Muzyka – Electric Wizard

## Historia wydawnictwa
| Rok  | Wytwórnia        | Format | Kraj    | Wyprzedany? | Uwagi |
| ---- | ---------------- | ------ | ------- | ----------- | --- |
| 2002 | Rise Above       | CD     | U.K.    | Tak         | oryginalne wydanie CD |
| 2002 | JVC Victor       | CD     | Japonia | Tak         | zawiera dodatkowy utwór                                                                                                   |
| 2002 | The Music Cartel | CD     | U.S.    | Tak         | |
| 2002 | The Music Cartel | LP     | U.S.    | Tak         | zawiera inną okładkę |
| 2006 | Rise Above       | 2LP    | U.K.    | Tak         | zawiera dodatkowy utwór; zawiera inną okładkę ; limitowane 1100 kopii (100 przezroczystych; 500 czerwonych; 500 czarnych) |
| 2006 | Rise Above       | DigiCD | U.K.    | Nie         | wersja remasterowana; zawiera dodatkowy utwór                                                                             |
| 2008 | Candlelight      | DigiCD | U.S.    | Nie         | wersja remasterowana; zawiera dodatkowy utwór                                                                             |